# Exelis pyrolaria
Exelis pyrolaria là một loài bướm đêm trong họ Geometridae.